# Конституционный референдум в Албании (1998)
Конституционный референдум в Албании прошёл 22 ноября 1998 года. В результате, большинство избирателей (93,5 %) при явке 50,6 % одобрили новую конституцию,, которая вступила в силу 28 ноября.

## Предыстория
В сентябре 1997 года парламент Албании сформировал Конституционную комиссию в составе 21 члена, в том числе двенадцать человек от правящих Социалистической и Социал-демократической партий и девять от оппозиционной Демократической партии. Комиссии был предоставлен шестимесячный срок для подготовки проекта новой конституции.
В ходе процесса проводились широкие консультации с общественностью с использованием опросов, форумов и встреч с общественностью. Несмотря на то, что Демократическая партия бойкотировала Комиссию до последних стадий процесса и попытки государственного переворота в сентябре 1998 года, Комиссия подготовила проект новой конституции, который после ряда поправок был одобрен парламентом 21 октября 1998 года 115 голосами за и ни одного против (40 депутатов, в основном члены Демократической партии, не участвовали в голосовании).
12 октября 1998 года парламент исключил из закона о референдуме положение о минимальной явке в 50 %, поскольку оппозиционная Демократическая партия выступила за бойкот голосования.

## Результаты
Центральная избирательная комиссия опубликовала окончательные результаты голосования 27 ноября 1998 года, объявив только количество избирателей, явку и голоса «за».
| Выбор                     | Голоса    | %     |
| ------------------------- | --------- | ----- |
| За                        | 879 488   | 93,50 |
| Против                    | 61 000    | 6,50  |
| Недействительные голоса   | 27 000    | —     |
| Всего                     | 968 346   | 100   |
| Зарегистрировано/явка     | 1 914 859 | 50,57 |
| Источник: Nohlen & Stöver |           |       |

Обратите внимание, что данные противоречивы, возможно, из-за ошибок на избирательных участках, которые не были исправлены на более высоких уровнях.